# Phone (linguistique)
Ne doit pas être confondu avec Phonème.
En phonétique, un phone est un son articulé, c’est-à-dire prononcé en principe de manière distincte[évasif] par le mouvement des organes qui l’émettent, et reçu dans le processus de communication par la parole en tant que le moindre segment discret perceptible dans la chaîne parlée[pas clair],,,.
Les phones, ou sons de la parole, se réalisent de diverses façons selon que l’air est expiré ou inspiré[évasif], et selon les diverses manières de fonctionnement des organes de la parole[pas clair], facteurs[Lesquels ?] qui peuvent varier en fonction de la langue considérée. Une partie des sons ont pour source les vibrations complexes de l’air expiré provenant directement des poumons. Ce sont des sons appelés « égressifs »,, produits par flux pulmonaire. Ces vibrations, produites par les cordes vocales, ont pour résultat une onde sonore ayant plusieurs composantes, l’une d’elles étant fondamentale et les autres secondaires.
Les vibrations périodiques (ou quasi-périodiques) sont spécifiques des sons appelés « voyelles ». L’onde fondamentale qui les représente est accompagnée d’un certain nombre d’ondes secondaires harmoniques, dont les fréquences sont toutes des multiples entiers de la fréquence fondamentale,.
Les vibrations apériodiques sont propres aux sons appelés « consonnes ». Dans leur cas, entre la fréquence de l’onde fondamentale et celles des ondes secondaires il n’y a aucun rapport. Du point de vue physique, les consonnes sont des bruits,. À part les consonnes produites par flux pulmonaire, appelées « pulmoniques », dans certaines langues il y en a aussi des non pulmoniques. Une partie de celles-ci sont produites avec le contrôle du flux d’air par la fermeture et l’ouverture de la glotte (flux glottal). Elles sont de deux sortes. Les unes, appelées consonnes « éjectives »,, sont en même temps égressives. Les autres sont appelées « injectives »,, étant en même temps « ingressives », c’est-à-dire produites par l’air inspiré,. Une troisième catégorie de consonnes non pulmoniques sont les « clics » ou « claquements », produits par flux buccal, sans que la participation de la respiration soit nécessaire,,.

## Traits physiques des sons
L’une des caractéristiques des sons est la hauteur, déterminée par la fréquence des vibrations, dépendante du degré de contraction des cordes vocales. Les sons à fréquence élevée sont appelés aigus ou hauts, par exemple [i], et ceux à fréquence réduite graves ou bas, par exemple [u],.
Une autre caractéristique des sons est leur intensité, donnée par l’amplitude des vibrations, qui dépend du volume du résonateur buccal, modifié par les mouvements de la mâchoire et de la langue. Les sons de relativement grande amplitude sont plus forts que ceux d’amplitude relativement réduite (sons faibles),.
Un troisième traits des sons est leur durée ou quantité, déterminée par le temps de vibration des cordes vocales (pour les voyelles), ce qui permet de distinguer sons longs et sons brefs,.
Enfin, les sons de la parole se caractérisent par leur timbre, déterminé par la forme des vibrations. Celle-ci dépend de la nature du résonateur (cavité buccale ou nasale) et, dans le cas de la cavité buccale, de la forme de celle-ci. On distingue des sons à timbre oral et à timbre nasal, ainsi que des voyelles à timbre ouvert et à timbre fermé.

## Phone et phonème
Les sons de la parole se caractérisent par une grande diversité de réalisations. Ils diffèrent en fonction de leur contexte phonétique, des conditions générales de leur émission et du locuteur. Ils diffèrent, y compris chez un même locuteur, d’une occurrence à l’autre,. Cependant, les locuteurs d’une langue donnée font abstraction des traits phonétiques qui n’ont pas d’importance dans leur langue. Ces différences sont objectives, physiquement mesurables, ce qui est une question de phonétique,.
Les locuteurs perçoivent comme différents les sons qui distinguent des sens lexicaux et grammaticaux. Un tel son constitue une unité linguistique abstraite représentant toutes ses réalisations concrètes, ses variantes phoniques qui ne distinguent pas des sens. Une telle unité est étudiée non par la phonétique mais par la phonologie, qui l’appelle « phonème ». En phonologie, les sons variantes d’un phonème sont appelés « allophones ». Dans les ouvrages de linguistique, on distingue les phonèmes des allophones en mettant les signes des premiers entre barres obliques inclinées vers la droite (/), et ceux des derniers entre crochets,.
En anglais, par exemple, les consonnes rendues par les lettres p, t et k sont aspirées dans un contexte phonétique tel que l’initiale de mot, se réalisant ainsi dans des vocables comme pin [pʰɪn] « épingle », tin [tʰɪn] « étain » et kin [kʰɪn] « parentèle » ; mais, précédées de /s/, elles ne sont pas aspirées : spin [spɪn] « tourner », sting [stɪŋ] « piquer » et skin [skɪn] « peau ». Comme elles ne distinguent pas des mots à sens différents, ces variantes ne sont pas perçues comme différentes par les locuteurs ; par conséquent, les phones [pʰ], [p], [tʰ], [t], [kʰ] et [k] sont les allophones des phonèmes /p/, /t/ et /k/, respectivement.
Un même phone peut être un phonème dans une langue et un allophone dans une autre. Par exemple, en hindi, /pʰ/ et /kʰ/ sont des phonèmes, à la différence de l’anglais. Pour preuve, certains mots les contenant se distinguent par leurs sens des mots qui diffèrent des premiers par la seule présence de /p/ et de /k/, respectivement, à la place de /pʰ/ et /kʰ/. Les mots s’opposant ainsi forment ce qu’on apelle des « paires minimales », ex. pāl /paːl/ « prendre soin de » ↔ phāl /pʰaːl/ « tranchant de couteau », kān /kaːn/ « oreille » ↔ khān /kʰaːn/ « mine ».
Le phone qui constitue un phonème avec tous ses traits phoniques n’est pas le seul à pouvoir distinguer des sens. Un seul de ces traits, sans tenir compte des autres, peut lui aussi accomplir cette fonction, réalisant donc une opposition phonémique. C’est le cas, dans certaines langues, de la quantité du son, par exemple en hongrois : örült [ørylt] « il/elle se réjouissait » ↔ őrült [øːrylt] « fou, folle » (opposition de quantité vocalique), ülő « assis/assise » ↔ üllő « enclume » (opposition de quantité consonantique).

## Sources bibliographiques
- (hu) A. Jászó, Anna, Hangtan (Phonétique), A. Jászó, Anna (dir.), A magyar nyelv könyve [« Le livre de la langue hongroise »], 8e édition, Budapest, Trezor, 2007,  (ISBN 978-963-8144-19-5), p. 73-162 (consulté le 28 juin 2019))
- (ro) Bidu-Vrănceanu, Angela et al., Dicționar general de științe. Științe ale limbii [« Dictionnaire général des sciences. Sciences de la langue »], Bucarest, Editura științifică, 1997  (ISBN 973-440229-3) (consulté le 28 juin 2019)
- (en) Bussmann, Hadumod (dir.), Dictionary of Language and Linguistics [« Dictionnaire de la langue et de la linguistique »], Londres – New York, Routledge, 1998  (ISBN 0-203-98005-0) (consulté le 28 juin 2019)
- (ro) Constantinescu-Dobridor, Gheorghe, Dicționar de termeni lingvistici [« Dictionnaire de termes linguistiques »], Bucarest, Teora, 1998 ; en ligne : Dexonline (DTL) (consulté le 28 juin 2019)
- (en) Crystal, David, A Dictionary of Linguistics and Phonetics [« Dictionnaire de linguistique et de phonétique »], 4e édition, Blackwell Publishing, 2008  (ISBN 978-1-4051-5296-9) (consulté le 10 avril 2023)
- Dubois, Jean et al., Dictionnaire de linguistique, Paris, Larousse-Bordas/VUEF, 2002 (consulté le 10 avril 2023)
- (en) Eifring, Halvor et Theil, Rolf, Linguistics for Students of Asian and African Languages [« Linguistique pour les étudiants en langues asiatiques et africaines »], Université d’Oslo, 2005 (consulté le 28 juin 2019)
- Szende, Thomas et Kassai, Georges, Grammaire fondamentale du hongrois, Paris, Langues et mondes – l’Asiathèque, 2007  (ISBN 978-2-91-525555-3) (consulté le 28 juin 2019)